# Saudade (album Thievery Corporation)
Saudade – siódmy album studyjny Thievery Corporation, wydany 1 kwietnia 2014 roku w Stanach Zjednoczonych przez Eighteenth Street Lounge Music jako CD, LP i digital download.

## Album

### Charakterystyka muzyczna
Saudade to pierwsze wydawnictwo duetu Thievery Corporation poświęcone w całości bossa novie – gatunkowi powstałemu w Brazylii, który kiedyś ich obu połączył. Już debiutancki album zespołu z 1996 roku Sounds from the Thievery Hi-Fi został dedykowany pionierowi bossa novy Antôniowi Carlosowi Jobimowi. Wyraz „saudade”, użyty w tytule albumu, oznacza w języku portugalskim „tęsknotę za czymś lub kimś utraconym, pozytywną melancholię lub po prostu obecność nieobecności”.
„Zawsze próbujemy rozwijać się w kierunku czegoś innego i poszerzać nasze muzyczne horyzonty, a zrealizowanie całego albumu w tej jednej tonacji wydawało się świetnym sposobem, by to osiągnąć” – stwierdził Eric Hilton, a Rob Garza dodał: „To trochę odejście dla nas, ale jednocześnie to są nasze korzenie, to nas połączyło. Zatoczyliśmy koło, od muzyki elektronicznej z powrotem do czegoś organicznego”.
Po paranoicznej i mrocznej Culture of Fear artyści zrobili zwrot o 180 stopni, wydając Saudade. Zespół zrezygnował tym razem z sampli na rzecz fizycznego instrumentarium: rogów, instrumentów smyczkowych i gitar z nylonowymi strunami. Rob Garza i Eric Hilton grali przeważnie na gitarze i gitarze basowej, będąc jednocześnie producentami melancholijnych melodii wykonywanych przez takie wokalistki jak Lou Lou Ghelichkhani (piosenki „Decollage”, „Bateau Rouge”), Elin Melgarejo („Para Sempre”), Shana Halligan („Depth of My Soul”), Natalia Clavier („Claridad”) i Karina Zeviani („Nos Dois”).

### Lista utworów
Zestaw utworów na płycie CD na podstawie Discogs:
| Nr  | Tytuł utworu       | Wokal                | Długość |
| --- | ------------------ | -------------------- | ------- |
| 1.  | „Décollage”        | Lou Lou Ghelichkhani | 3:23    |
| 2.  | „Meu Nêgo”         | Karina Zeviani       | 3:21    |
| 3.  | „Quem Me Leva”     | Elin Melgarejo       | 3:30    |
| 4.  | „Firelight”        | Lou Lou Ghelichkhani | 3:32    |
| 5.  | „Sola In Citta”    | Elin Melgarejo       | 2:27    |
| 6.  | „No More Disguise” | Lou Lou Ghelichkhani | 3:29    |
| 7.  | „Saudade”          |                      | 2:08    |
| 8.  | „Claridad”         | Natalia Clavier      | 3:44    |
| 9.  | „Nós Dois”         | Karina Zeviani       | 3:03    |
| 10. | „Le Coeur”         | Lou Lou Ghelichkhani | 3:04    |
| 11. | „Para Sempre”      | Elin Melgarejo       | 2:59    |
| 12. | „Bateau Rouge”     | Lou Lou Ghelichkhani | 4:10    |
| 13. | „Depth Of My Soul” | Shana Halligan       | 3:23    |
|     |                    |                      | 42:13   |

### Instrumenty i muzycy
- gitara – Conrado Bokoles, Federico Aubele, Mateo Monk, Rob Garza
- gitara basowa – Conrado Bokoles, Eric Hilton, Federico Aubele, Justin Parrott
- perkusja – Jeff Franca, Mike Lowery
- instrumenty perkusyjne – Jeff Franca, Roberto Santos
- rogi – Frank Mitchell
- instrumenty klawiszowe – Enea Diotaiuti, Rob Garza
- smyczki – Columbia Heights Ensemble
- wokal – Elin Melgarejo, Karina Zeviani, Lou Lou Ghelichkhani, Natalia Clavier, Shana Halligan[1]

### Produkcja
- Thievery Corporation
- Chris "Stone" Garrett (współproducent)[1]

## Odbiór

### Opinie krytyków
| Oceny łączne         | Oceny łączne |
| Publikacja           | Ocena        |
| -------------------- | ------------ |
| Album of the Year    | 52/100       |
| Recenzje             |              |
| Publikacja           | Ocena        |
| AllMusic             | [ 3 ]        |
| Clash                | 5/10         |
| Consequence of Sound | C            |
| The Observer         | [ 7 ]        |
| Record Collector     | [ 8 ]        |
| RYM                  | 3.12/5       |
| Spectrum Culture     | 3.25/5       |
| Sputnikmusic         | 3.7/5        |
| The Upcoming         | [ 12 ]       |

Album wzbudził pozytywne reakcje krytyków, podkreślających zwłaszcza znaczenie wokalistek w jego realizacji.
Derek Staples z Consequence of Sound zauważył, że poprzez Saudade Thievery Corporation oddał hołd gatunkowi, z którym „nieustannie flirtował w całej swojej dyskografii”, powracając zarazem do źródeł swego powstania. Zarówno instrumenty, jak i kobiecy liryzm odzwierciedlają wyluzowany brazylijski styl życia; język włoski Elin Melgarejo w piosence „Sola in Citta” porównał do „cichej rozmowy na poduszce”, a wokal Shany Halligan w „Depth of My Soul” (jednym z trzech anglojęzycznych utworów na albumie) – do „uduchowionego afrokubańskiego jazzu mogącego stanowić wprowadzenie do seksownej sesji zdjęciowej w sypialni Jamesa Bonda”. Za najważniejsze piosenki uznał: wspomnianą „Sola in Citta” oraz trip hopową „Nos Dois” w wykonaniu Kariny Zeviani.
Rolę wokalistek oraz bossa novy podkreślił również Reef Younis z magazynu Clash: „Saudade to album bogaty w wyciszoną zmysłowość, którą zawdzięcza zarówno obecności pięciu zaproszonych wokalistek, jak i wspólnemu zamiłowaniu Roba Garzy i Erica Hiltona do bossa novy”.
Bardzo podobne opinie odnośnie do roli wokalistek wyrazili Gordon Murray z Billboardu oraz Alexandra Sims z magazynu The Upcoming, która wyróżniła zwłaszcza LouLou Ghelichkhani i jej głos, „unoszący się nad ziemskimi rytmami niczym pajęczyna”. Z piosenek najwyżej oceniła trzy: „No More Disguise” („pierwsza, która wzbudza zachwyt”), „Saudade” (który „dzięki kunsztownej gitarze i potężnej perkusji po raz pierwszy na płycie, przekazuje zmysłowe, duszne ciepło w sercu boss novy”) i „Depth of My Soul” („klejnot na płycie, jazzowe tony pełne delikatnych, płynących arpeggiów”).
Według Sputnikmusic na płycie zabrakło jedynie piosenki „The Girl from Ipanema”.

### Listy tygodniowe
| Kraj              | Lista                       | Pozycja |
| ----------------- | --------------------------- | ------- |
| Belgia            | Ultratop (Flandria)         | 51      |
| Belgia            | Ultratop (Walonia)          | 185     |
| Portugalia        | Portuguese Charts           | 15      |
| Stany Zjednoczone | Billboard 200               | 58      |
| Stany Zjednoczone | Dance/Electronic Albums     | 2       |
| Stany Zjednoczone | Independent Albums          | 15      |
| Wielka Brytania   | UK Independent Albums Chart | 14      |
| Wielka Brytania   | UK Albums Chart             | 78      |

### Sprzedaż
Album w dniu debiutu na liście Dance/Electronic Albums Billboardu (2. miejsce) zanotował sprzedaż 7 tysięcy egzemplarzy (według Nielsen SoundScan). Okazał się tym samym 9. albumem Thievery Corporation w zestawieniu Top 10, co plasuje zespół wraz z Arminem van Buurenem na 5. miejscu wśród wykonawców z największą liczbą albumów w Top 10 w prawie 13-letniej historii listy przebojów. Więcej mają tylko Louie DeVito, Tiësto (po 15), The Happy Boys (12) i DJ Skribble (11).